# Woro (Mada Pangga)
Woro is een bestuurslaag in het regentschap Bima van de provincie West-Nusa Tenggara, Indonesië. Woro telt 3797 inwoners (volkstelling 2010).